# HD 26965 b
HD 26965 b (Keid A b / Omicron2 Eridani b / 40 Eridani b) è un esopianeta di tipo Super Terra, in orbita attorno alla componente principale (HD 26965) del sistema Keid, a circa 16,24 anni luce dal Sole, nella costellazione dell'Eridano.
È stato scoperto nel 2018, con il metodo delle velocità radiali nell'ambito del Dharma Planet Survey.

## Caratteristiche
Il pianeta orbita attorno alla stella in circa 42 giorni, ad una distanza pari a circa 0,215 volte quella della Terra dal Sole. Con una massa pari a circa 8 volte e mezza quella terrestre, il pianeta è stato classificato come una super Terra.
La formazione di pianeti rocciosi in orbita attorno alla stella era già ritenuta abbastanza probabile prima della scoperta di HD 26965 b, perché Keid A ha una metallicità di [Fe / H] =- 0,19, vale a dire circa il 65 % della metallicità solare.
Alcuni calcoli indicano che la zona abitabile di Keid A è compresa tra 0,556 e 1,103 UA dalla stella. Considerata la dimensione della sua orbita, HD 26965 b dunque è un pianeta con temperature molto superiori a quelle che consentirebbero l'esistenza di acqua liquida sulla superficie e sarebbe pertanto inabitabile.

## Nella cultura di massa
Poiché Keid è stata indicata da Gene Roddenberry come la stella attorno cui, nell'universo di Star Trek, orbita Vulcano, l'annuncio della scoperta del pianeta nel settembre del 2018 è stato accompagnato da scherzosi riferimenti alla serie televisiva.